# Corobici
Corobici (Corobisi), Pleme američkih Indijanaca porodice Rama, srodno Guatusima, koji su obitavali na području Nikaragvanske provincije Guanacaste između rijeka Lajas i Tenorio u kantonu Cañas. Prvi bijelac koji je posjetio njihovo područje bio je španjolski konkvistador Gil Gonzalez Davila, 1522. Većina današnjeg stanovništva kantona Cañas njihovog su porijekla.